# Albalate del Arzobispo (kommunhuvudort)
Albalate del Arzobispo är en kommunhuvudort i Spanien.   Den ligger i provinsen Provincia de Teruel och regionen Aragonien, i den östra delen av landet, 280 km öster om huvudstaden Madrid. Albalate del Arzobispo ligger 355 meter över havet och antalet invånare är 2 163.
Terrängen runt Albalate del Arzobispo är platt åt nordost, men åt sydväst är den kuperad. Runt Albalate del Arzobispo är det ganska tätbefolkat, med 52 invånare per kvadratkilometer. Närmaste större samhälle är Andorra, 17,0 km söder om Albalate del Arzobispo. Omgivningarna runt Albalate del Arzobispo är i huvudsak ett öppet busklandskap.